# Daniela Lo Piano
Daniela Lo Piano (Siracusa, 27 giugno 1979) è un'ex pallamanista italiana.

## Carriera

### Giocatore

#### Club
Inizia a praticare la pallamano nella gloriosa società dell'EOS Siracusa della presidente Maria Zocco. 
Con la formazione della sua città ha praticamente giocato in tutte le categorie conquistando anche diversi titoli a livello giovanile. 
Con le aretusee nella stagione 1999-2000 si laurea Campione d'Italia. 
Dopo la scomparsa dell’EOS, chiuderà la carriera con la maglia dell’HC Floridia, vincendo il campionato di Serie A2.

## Palmarès
EOS Siracusa: 1996-1997
- Campionato italiano di pallamano femminile: 1

EOS Siracusa: 1999-2000
- Serie A2 : 1

HC Floridia: 2010-2011